# 대전목상초등학교
대전목상초등학교(大田木上初等學校)는 대한민국 대전광역시 대덕구에 있는 공립 초등학교이다.

## 학교 연혁
- 2000. 07. 01 대전목상초등학교 개교 (19학급 편성)
- 2014. 09. 01 제8대 김기승 교장 부임
- 2015. 02. 13 제14회 졸업(76명)(총1472명)
- 2015. 03. 01 24학급 편성(특수 1학급)

## 참고 자료
- 대전목상초등학교 - 한국교육학술정보원 학교알리미